# Ла Капанина (Пиза)
Ла Капанина је насеље у Италији у округу Пиза, региону Тоскана.
Према процени из 2011. у насељу је живело 191 становника. Насеље се налази на надморској висини од 31 м.